# 虎と狼
『虎と狼』（トラとオオカミ）は、神尾葉子による日本の漫画作品。
『別冊マーガレット』（集英社）にて2009年12月号に第1話が掲載された後、2010年3月号から2012年1月号まで連載された。単行本は全6巻。初めて少年漫画に挑んだ「まつりスペシャル」から少女漫画への復帰作。

## あらすじ
ある冬の日、祖母が営む小さな定食屋を手伝っていた高校生の美以。そこへやって来たのは、お互いを「トラ」と「オオカミ」と呼び合う美形の2人組だった。大のBL好きの美以は妄想を膨らませる。2人は店の常連になるが、大学卒業により、美以の幸せは儚くも終わってしまった……。意気消沈する美以だったが、2年に進級した美以の学校に、2人が新任の教師として赴任してくる。

## 登場人物
声の項はモーションコミック版。
鳥沢 美以（とりさわ みい）
声 - 持月玲依
高校1年生。通称・ミー。祖母と2人暮らしで、祖母が営む定食屋「ひまわり食堂」の手伝いをしている。BL好きで、ブログにBL小説を投稿している。
幼い頃から、フランス料理のシェフだった父親が作った料理の材料を当てる特訓をしていたため、一度口にすれば大抵の料理は再現することができ、非常に料理上手で、店の料理はほぼ全て美以が作っている。美以が小学3年生の時に、フランスで列車の事故に遭い、美以だけが助けられた。事故の時、3日間閉じ込められていたトラウマで、閉所と暗所恐怖症である。
千谷 虎次（せんごく とらじ）
声 - 花江夏樹
通称・トラ。国立大学で日本画を専攻する。優しい顔立ちをしている。寝食を忘れるほど制作に没頭することも度々あり、周囲の理解が得られない小学生の頃などは気味悪がられることもあった。
美以の学校に美術教師として赴任し、美術部の顧問となる。人の気持ちを受け取ることが出来ない。
大上 謙（おおかみ けん）
声 - 川原慶久
通称・オオカミ。飲食店チェーンの社長の息子。効率性を重視する。両親が早くに離婚し、母親の料理を知らずに育ったため、手料理を気持ち悪く感じ食べられなかったが、ひまわり食堂の料理だけは食べられるようになる。トラとは小学生の頃からの同級生。
大学時代は天文学を専攻していた。美以の学校に地学の教師として赴任し、更に美以の担任となる。
美以の祖母
声 - 佐藤はな
古びた商店街で小さな定食屋「ひまわり食堂」を50年営む。美以が隠しているBL漫画を読んでいるらしく、トラとオオカミが最初に来店した際「どっちがネコでどっちがタチかしら」と呟いたりする。
八戸 弥生（はちのへ やよい）
1年5組の生徒。美術部に入部する。父親がひまわり食堂を利用したことがあるということで、美以と仲良くなる。自宅は豪邸で家政婦やシェフがいる資産家。叔父が洋画家で自身は日本画に興味がある。トラに憧れと好意を持ち、告白するも素っ気ない態度で振られたことで美以とも本当の友達になる。
河田 純（かわた じゅん）
声 - 長谷川芳明
美以のクラスメイト。小学生の時に、父親の再婚相手である義母に謂れのない言葉の暴力を受けて以来、素行が悪くなり、数々の悪さをしては親の金で解決してきた。美以とオオカミを暗所に閉じ込めるなど嫌がらせをするが、補導された際に引き取りに来たオオカミに脅されて参加した林間学校で美以に一喝され特別な感情を抱き始める。
関 獅子雄（せき ししお）
不登校を続けていた美以のクラスメイト。夏休みの終わりに登校するよう説得するため（校長に頼まれ仕方なく）自宅を訪ねてきたオオカミと一緒にいた美以に興味を持ち、登校を再開する。美以と弥生の間では「ライオン」と呼ばれる。
小谷 紅子（こたに べにこ）
トラとオオカミのイケメン教師2人を独占する美以に嫌がらせをし、2人の行きつけであるひまわり食堂をも潰そうと企む。中学生時代にも幸せそうな人の仲を裂いた過去があり、別名・デストロイヤー紅子と呼ばれる。

## 書誌情報
- 神尾葉子 『虎と狼』 集英社〈マーガレットコミックス〉 全6巻
  1. 2010年05月13日発売、ISBN 978-4-08-846527-2
  2. 2010年10月25日発売、ISBN 978-4-08-846583-8
  3. 2011年02月25日発売、ISBN 978-4-08-846624-8
  4. 2011年06月24日発売、ISBN 978-4-08-846665-1
  5. 2011年10月25日発売、ISBN 978-4-08-846711-5
  6. 2012年02月24日発売、ISBN 978-4-08-846750-4

## モーションコミック
2013年12月9日より、J:COM オン デマンドやauビデオパスなどau/J:COMの動画配信サービスでモーションコミックが配信された。マーガレット&別冊マーガレットは50周年の企画のうちのひとつ。現在は配信終了。